# Pavetta schumanniana
Pavetta schumanniana là một loài thực vật có hoa trong họ Thiến thảo. Loài này được F.Hoffm. ex K.Schum. mô tả khoa học đầu tiên năm 1895.